# Grand Prix Kopenhagen 1970
Der Grand Prix Kopenhagen 1970 war die 73. Ausgabe des seit 1898 für Sprinter ausgetragenen internationalen Wettbewerbs Grand Prix Kopenhagen im Bahnradsport. Sieger wurde Daniel Morelon aus Frankreich.

## Rennverlauf
Der Grand Prix Kopenhagen wurde am 28. Juni auf der Radrennbahn Ordrup Velodrome bei Kopenhagen für Amateure veranstaltet. Am Start waren Bahnsprinter aus Belgien, Dänemark, Großbritannien, Irland, Frankreich, der Tschechoslowakei und der Sowjetunion. Morelon, Fredborg und Krawzow gewann alle ihre Vorläufe. Alle Läufe wurden von jeweils drei Radrennfahrern bestritten. In den Halbfinales schieden die Mitfavoriten Omar Pchakadse und Peder Pedersen sowie Raphaël Constant aus Belgien aus. Der vierte Platz wurde nicht ausgefahren.

## Ergebnis
| Platz | Fahrer            | Land        |
| ----- | ----------------- | ----------- |
| 01.   | Daniel Morelon    | Frankreich  |
| 02.   | Niels Fredborg    | Dänemark    |
| 03.   | Serhij Krawzow    | Sowjetunion |
| 04.   | nicht ausgefahren |             |
| 0 …   |                   |             |